# Eptesicus bobrinskoi
Eptesicus bobrinskoi — вид рукокрилих родини Лиликові (Vespertilionidae).

## Поширення, поведінка
Мешкає на північному заході Казахстану, і на північ від Аральського моря. Середовище проживання пустелі.